# Пам'ятник студенту (Донецьк)
Створення пам'ятника було приурочено до 70-річчя заснування Донецького національного університету і 25-річчю створення економіко-правового факультету.
Автори пам'ятника скульптори Микола Новиков та Дмитро Ілюхін з Горлівки. Керував проектом Петро Антипін. Скульптуру відлили на ЗАТ Донецьксталь.
Було розроблено кілька варіантів скульптурної композиції, серед яких студенти голосуванням обрали остаточний.
Пам'ятник було відкрито 6 вересня 2007 року у внутрішньому дворі нового будинку економіко-правового факультету Донецького національного університету. На відкритті були присутні автор пам'ятника Микола Новиков, керівник проекту Петро Антипін, ректор Донецького національного університету Шевченко Володимир Павлович, декан економіко-правового факультету В'ячеслав Волков.
Пам'ятник являє собою лавку поряд з якою стоїть скульптура студента в повний зріст. Студент спирається на лавку рукою і коліном. З іншого боку лавочки лежать підручники універсальному та конституційного права України, мантія та конфедератка.